# Siegfried Wustrow

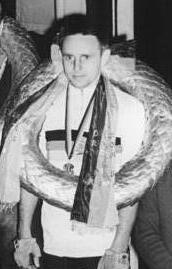
Siegfried Wustrow als DDR-Stehermeister 1961 in Karl-Marx-Stadt

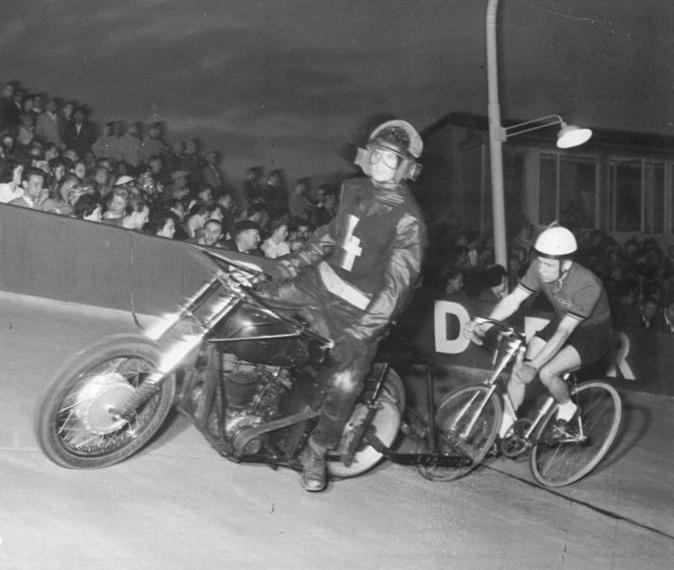
Auf der Alfred-Rosch-Kampfbahn in Leipzig wurden am 19.–20. Juli 1960 die Deutschen Meisterschaften im Bahnfahren ausgetragen. Siegfried Wustrow (SC Wissenschaft DHfK) erkämpfte sich mit Schrittmacher Rommel den zweiten Platz bei den Stehern.

Siegfried Wustrow (* 7. Mai 1936 in Göhlen; † 26. November 2023) war ein Radrennfahrer aus der DDR.

## Sportliche Laufbahn
Siegfried Wustrow begann seine Karriere Anfang der 1950er Jahre als Radrennfahrer bei der BSG Stahl Fürstenberg (heute Eisenhüttenstadt). Er war ein Allrounder, der Steherrennen fuhr, aber auch bei Straßenrennen (nach Alfons Hermans Zweiter der DDR-Rundfahrt 1956 und bester DDR-Fahrer vor Heinz Zimmermann) und Querfeldeinrennen (Teilnehmer Cyclocross-Weltmeisterschaften 1958 und mit Platz 22 bester DDR-Fahrer) erfolgreich war. 1955 gewann er Rund um die Hainleite und 1956 Rund um Dresden.
1960 wurde Wustrow mit seinem Schrittmacher Holm Rommel Vize-Weltmeister der Amateur-Steher in Karl-Marx-Stadt. Im Jahr darauf konnte er diesen Erfolg bei der Bahn-WM in Zürich wiederholen und wurde im selben Jahr DDR-Meister in dieser Disziplin. Die Internationale Stehermeisterschaft von Berlin in der Werner-Seelenbinder-Halle konnte er 1960 gewinnen.
Siegfried Wustrow betrieb nach seiner aktiven Sportlerlaufbahn ein Taxi-Unternehmen in Leipzig und war dem Radsport weiterhin als Organisator und Teilnehmer von Breitensport-Veranstaltungen verbunden.